# Guatteria alticola
Guatteria alticola este o specie de plante angiosperme din genul Guatteria, familia Annonaceae, descrisă de Scharf și Paulus Johannes Maria Maas. Conform Catalogue of Life specia Guatteria alticola nu are subspecii cunoscute.